# إنفاق تقاعدي
عندما يتوقف الأفراد عن العمل عند التقاعد ولا يحصلون على دخل نظير عملهم، ويدخلون في مرحلة أخرى من حياتهم، يعتمدون فيها على الأصول المُدخرة، لتوفير المال اللازم لسد احتياجاتهم بقية حياتهم. الإنفاق التقاعدي أو معدل السحب هو الإستراتيجية التي يتبعها المُتقاعد عند إنفاق، تقليل، أو سحب الأصول أثناء التقاعد.
يهدف التخطيط التقاعدي إلى إعداد الأفراد للإنفاق التقاعدي، لأن أساليب الإنفاق المختلفة المتاحة للمتقاعدين تعتمد على القرارات التي يتخذونها أثناء سنوات عملهم. الأكتواريون والمخططون الماليون خبراء في هذا الموضوع.

## الأهمية
أكثر من 10,000 مولود من مواليد ما بعد الحرب العالمية الثانية سيصلون إلى سن 65 في الولايات المتحدة الأمريكية يوميًا، من الآن وحتى عام 2027، أي أكثر من 78 مليون أمريكي ولدوا بين عامي 1946 و1964. من المتوقع أن يكون 74% من هؤلاء الأشخاص على قيد الحياة حوالي في عام 2030، أي أن معظمهم سيعيش لأعوام عديدة بعد التقاعد. بحلول عام 2000، واحد من كل 14 شخصًا سيصل إلى سن 65 عامًا أو أكبر. بحلول عام 2050، من المتوقع أن يكون أكثر من شخص واحد من كل 6 أشخاص وصل إلى سن 65 عامًا على الأقل. تُؤكد الإحصائيات التالية في الولايات المتحدة أهمية وجود إستراتيجية جيدة للإنفاق التقاعدي لهؤلاء الأشخاص:
- 87% من العمال غير واثقين من حصولهم على المال الكافي للتقاعد بشكل مريح.[9]
- 80% من المتقاعدين غير واثقين تمامًا من قدرتهم على تحقيق الأمن المالي خلال باقي حياتهم.[10]
- لدى 49% من العمال الذين تفوق أعمارهم 55 عامًا مدخرات أقل من 50,000 دولار.[11]
- لم يدخر 25% من العمال إطلاقًا للتقاعد.[9]
- لا يدخر 35% من العمال حاليًا للتقاعد.[9]
- لم يحسب 56% من العمال احتياجاتهم من الدخل عند التقاعد.[9]

## أزمة طول العمر
لكل فرد طموحاته الخاصة عند التقاعد، ولكن يواجه جميع المتقاعدين أزمة طول العمر *خطر تجاوز الأصول. قد يتسبب ذلك في كارثة مالية. ولذلك، فإن تجنب هذا الخطر هو هدف أساسي لأي إستراتيجية ناجحة للإنفاق التقاعدي. بشكلٍ عام، تُعتبر أزمة طول العمر مشكلة أكبر لذوي الدخل المنخفض والمتوسط.
تتوزع احتمالية أن يعيش شخص فوق 65 سنة لأعمار مختلفة كالآتي:
| الاحتمال | ذكور | إناث |
| -------- | ---- | ---- |
| 75%      | 78   | 81   |
| 50%      | 85   | 88   |
| 25%      | 91   | 93   |

يتهاون الأفراد إلى حدٍ كبير بأزمة طول العمر. لا يتوقع معظم المتقاعدين أن يعيشوا بعد سن 85، ولا حتى بلوغهم التسعينيات. أُجريت دراسة عام 2007 على المتقاعدين حديثًا، وطلبوا منهم ترتيب المخاطر التالية وفقًا لمستوى قلقهم بشأنها:
- تكاليف الرعاية الصحية.
- التضخم.
- مخاطر الاستثمار.
- الحفاظ على نمط الحياة الحالي.
- الحاجة إلى رعاية طويلة الأمد.
- الأصول المتبقية (أزمة طول العمر).

صنف غالبية المشاركين أزمة طول العمر كأقل المخاطر.

## معدل السحب
يأتي جزء من دخل التقاعد غالبًا من المدخرات. يؤثر في ذلك عدد من المتغيرات:
- كيفية استثمار المدخرات (مثل: النقد، الأسهم، السندات والعقارات)، وتغير كل هذا مع مرور الوقت.
- التضخم أثناء التقاعد.
- سرعة إنفاق المدخرات (معدل السحب).

تتغير الاستثمارات غالبًا أثناء التقاعد، وتصبح أكثر عرضة للتغير الدائم مع تقدم العمر، ولكن نستمر أحيانًا في الاحتفاظ باستثمارات محفوفة بالمخاطر، أملًا في تحقيق مكاسب من الاستثمار.
إحدى القواعد الشائعة هي أن معدل السحب 4%، استنادًا إلى عائدات الاستثمار الأمريكي في القرن العشرين، وأُعلن عن ذلك لأول مرة في بنغن (1994)، وهي إحدى استنتاجات دراسة الثالوث (1998). تعرض كل من القاعدة والمنهج والأساليب المحددة لانتقادات شديدة، إذ يتناقش النقاد حول معدلات السحب واختلافها مع أسلوب الاستثمار (مثل ما يحدث في بنغن) والعائدات، ما ينتج عنه تجاهل مخاطر حالات الطوارئ وارتفاع النفقات (كالرعاية الطبية طويلة المدى). يشكك البعض الآخر في مدى ملاءمة ومطابقة النفقات الثابتة نسبيًا مع الأصول الاستثمارية المحفوفة بالمخاطر.
تطورت فعالية أساليب التنظيم الجديدة لمعدلات سحب التقاعد بعد اقتراح معدل السحب بنسبة 4% في بنغن: الإنفاق الثابت المناسب لحالة التضخم، وقاعدة بنغن الدنيا والعليا، وقواعد قرار غيتون وكينجلر. وُضعت أيضًا إستراتيجيات سحب أكثر تعقيدًا.
لتحديد معدل السحب، يبين لنا التاريخ الحد الأقصى لمعدل السحب الدائم المُعدل وفقًا للتضخم على مدى ثلاثين عامًا لتداول ثلاث محفظات افتراضية للأسهم والسندات من 1926–2014. ومُثّلت الأسهم بمؤشر إس&بي 500، والسندات بمؤشر سندات الخزانة الأمريكية لمدة خمس سنوات. بلغت معدلات السحب 10% سنويًا بمعدل نجاح 100% في أفضل مرحلة. وهبط معدل السحب إلى 3.5% في أسوأ مرحلة. بينما نجا معدل سحب 4% في معظم فترات الثلاثين عامًا. كلما ارتفعت حصة الأسهم، زادت نسب النجاح. فمثلًا، المحفظة التي كان 75% ما فيها من الأسهم، تقلبت بشكل كبير، لكنها حققت أقصى معدلات السحب. كان معدل سحب قريب من 4% وتخصيص 50% كحد أدنى لحصة التقاعد أكثر نجاحًا في فترات الثلاثين عامًا.